# Várady Sándor (szobrász)

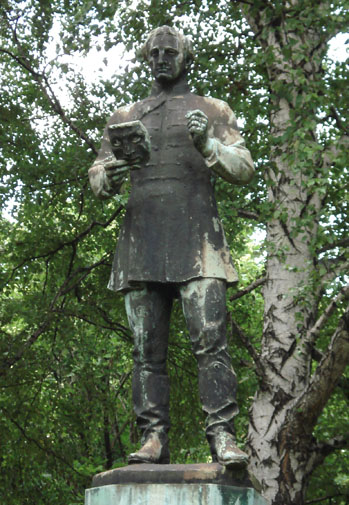
Várady Sándor: Egressy Gábor. Miskolc, 1958

Várady Sándor (Miskolc, 1920. május 29. – Budapest, 2000. április 7.) Munkácsy-díjas szobrász, érdemes művész.

## Életútja
Sokoldalú tehetsége korán megmutatkozott: még csak tizenhét éves volt, amikor kiadták Nem ez a sorsunk! című verseskötetét. Miskolci mestere Valek József volt. 1938-ban kezdte tanulmányait a Magyar Képzőművészeti Főiskolán, ahol Sidló Ferenc osztályában tanult, a főiskolán kívül pedig Medgyessy Ferenc volt a mestere. Főiskolai tanulmányait 1944-ben fejezte be, s hazaköltözött Miskolcra. Pogány Ö. Gábor írta: „Sokat köszönhetett Leszih Andornak, aki nagy figyelemmel kísérte a kezdő szobrász első eredményeit. A város és a múzeum anyagilag is pártfogolta őt tanulmányainak elvégzése közben, aminek befejezését követően alkotómunkájának – mind verseinek, mind szobrainak – szülőhelye lett az ihletője.”
A fiatal művész romos állapotban találta a háború előtt virágzó miskolci művésztelepet, néhány jóbaráttal látott neki rendbehozatalának. Itt alapította az Észak-Magyarországi Képzőművészek Szabad Szervezetét, és képzőművészeti szabadiskolát is létrehozott. Várady Sándor egy csapásra a város művészeti életének vezető alakja lett, akinek kezdeményezésére társaival együtt kiállítássorozatok keretén belül mutatkoztak be a Herman Ottó Múzeumban.
Érdekes szobrászati technikával kezdett foglalkozni ebben az időszakban: papírplasztikákat készített. Egyrészt új formák kialakítását kísérletezte ki segítségével, másrészt terveinek megfogalmazására is használta. Munkáiból kiállítást is rendezett. A pezsgő lelkesedésű művész Miskolc művészeti életének élénkítése érdekében még a bábozás területére is kirándult: többekkel megalakította a Miskolci Bábszínházat, amivel bejárták az országot. A bábszínházban ismerkedett meg Szabó Jolánnal, aki később felesége és hű társa lett egész életében. Egy idő után – elsősorban politikai indíttatású – támadások érték, valószínűleg ennek is köszönhetően, meg a viszonylagos művészi elszigeteltség miatt is, 1948-ban Budapestre költözött.
Több országos pályázaton vett részt – sikeresen. Országosan ismert és elismert lett, amit az 1952-ben megkapott Munkácsy-díj is jelez. Ebben az időben készült szobrai közül több ma már nem látható (például a Felszabadulási emlékmű). Az Ady-pályázatra készült remek, de politikai okokból támadásoknak kitett szobrát nem az eredeti helyen állították fel, hanem az Ady Endre gimnáziumban (1952). A pályázat után megfagyott körülötte a levegő, ami miatt anyagilag is nehéz helyzetbe került. Műtermében azonban változatlanul dolgozott, kísérletezett. Erről nyilatkozta: „…ha egy zongoraművészt tíz évben csak egyszer hívnak el koncertet adni, akkor is mindennap kell gyakorolnia. S így kell tennie egy szobrászművésznek is…”.
Ebben az időszakban a politikai voluntarizmus az élet minden területére súlyosan kihatott, így a művészek munkásságát, kísérletező kedvét is károsan befolyásolta. Mivel Váradyt mindig is érdekelte az absztrakció (gondoljunk papírplasztikáira), logikusan került a politikailag el nem ismert Kassák Lajos vonzáskörébe, 1953-tól a Kassák Lajos Körhöz kapcsolódott. Ebben az időszakban sok absztrakt jellegű szobra, domborműve és más alkotása készült, amik azonban nem kerülhettek a szélesebb nyilvánosság elé. A tehetséget azonban előbb-utóbb el kellett ismerni, de ehhez az 1956-os forradalom után megváltozott művészetpolitika is kellett: 1971-ben Nívó-díjat kapott. Elismertsége okán 1985-ben meghívták Gundelfingenbe (NSZK), a IV. Nemzetközi Szobrász Szimpóziumra, ahol alumíniumból készített térkompozíciót. Tanulmányutak sorozatán tájékozódott  a kortárs szobrászat eredményeiről, az idegen népek művészetével Ausztriától Mexikóig, és nemzetközi alkotótáborokban vett részt. 1989-ben érdemes művész lett. Hosszú betegség után 2000-ben hunyt el.

## Munkássága

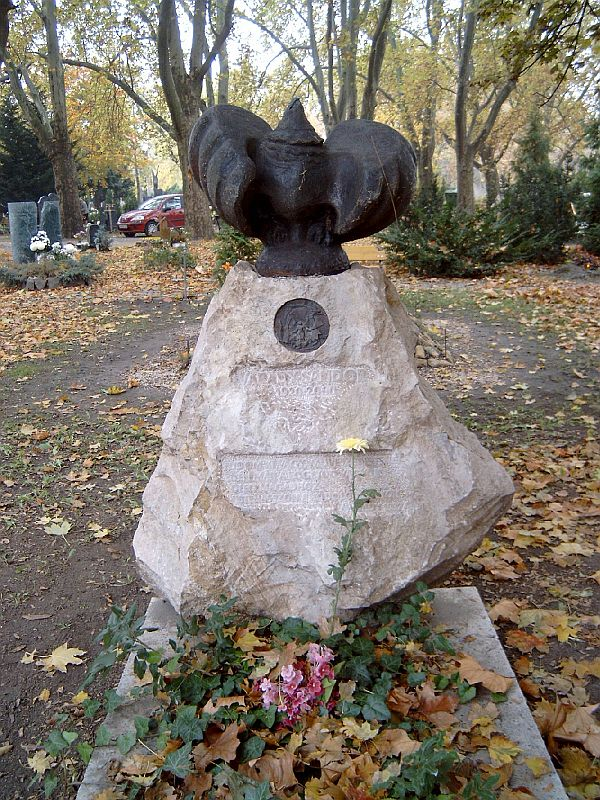
Várady Sándor sírja Budapesten. Kerepesi temető: 42/1-A-32.

Várady Sándor szobrászművészi tevékenységére a nyitottság és a sokrétűség a jellemző. Egyaránt alkotott figuratív és absztrakt, mobil alkotásokat, egyaránt készített szobrokat papírból, vörösrézlemezből, bronzból, alumíniumból, kőből, pirogránitból, műanyagból, egyaránt művelte a körbejárható szobrok, a domborművek, a plakett és az érem műfaját, és egyaránt készített nagy méretű alkotásokat és kisplasztikákat.
Erőteljesen érdeklődött a repülés iránt, ezért tanulmányozta a madarak szárnyalását, mozgását. Sok alkotása készült ebben a témában, például a Felröppenő madár, a Sasok, a Viaskodó madarak, a Madárvonulás, a Kerepesi temetőben lévő síremlékét is madár őrzi. Sok portrét készített a történelem, az irodalom, a zene nevezetes személyiségeiről és híres kortársakról (Egressy Gábor, Csokonay, Szent László, Gulácsy, Bizet, Muszorgszkij, László Gyula, Ady Endre). Műtermi kísérletei között megemlítendőek absztrakt kisplasztikái, domborművei vagy mobiljai (Hommage à Kassák, Vertikális variációk). Köztéri nonfigurális alkotásaként a székesfehérvári Kettős kapcsolódást és a hajdúszoboszlói krómacél Díszkutat lehet megemlíteni. Természetszeretetét „madaras” alkotásainak sora, de a Megsebzett szavas és a Teknősbékás lány is igazolja.
Számos alkotása található meg hazai közgyűjteményekben: Herman Ottó Múzeum (Miskolc), Miskolci Galéria (Miskolc), Déri Múzeum (Debrecen), Magyar Nemzeti Galéria (Budapest), Városi Képtár (Ráckeve), Hatvani Galéria (Hatvan), Sárospataki Képtár (Sárospatak).

## Egyéni kiállításai
- 1947 – Papírplasztikai kiállítás, Miskolc
- 1975 – Művelődési Ház, Hajdúszoboszló
- 1976 – Hatvani Galéria (Kurucz D. Istvánnal), Hatvan
- 1987 – Miskolci Galéria, Miskolc
- 1987 – Oroszlány
- 1987 – Tatabánya
- 1988 – Csákvár
- 1988 – Dunakeszi
- 1989 – Mezőberény
- 1989 – Kéthely
- 1989 – Siklós
- 1989 – Hatvani Galéria, Hatvan
- 1995 – Pannónia Galéria (Törley Máriával, Mihály Gáborral), Sopron
- 1999 – Csepel Galéria, Budapest
- 2001 – Emlékkiállítása, Józsefvárosi Galéria, Budapest[8][9]

## Válogatott csoportos kiállításai
- 1946 – Észak-magyarországi Művészek Szabadszervezete csoporttárlata
- 1947 – Észak-magyarországi Művészek Szabadszervezete csoporttárlata
- 1950-től – Országos Képzőművészeti kiállítások, Műcsarnok, Budapest
- 1969 – II. Országos Kisplasztikai Biennále, Pécs
- 1971 – Új művek, Műcsarnok, Budapest
- 1975 – Jubileumi Képzőművészeti kiállítás, Műcsarnok, Budapest
- 1984 – 40 év a magyar képzőművészetben, BM Művelődési Ház, Budapest
- 1985 – IX. Országos Kisplasztikai Biennále, Pécs
- 1985 – Alumínium gyár – szabadtéri kiállítás, Gundelfingen (Német Szövetségi Köztársaság)
- 1985 – Tamási városban felállított köztéri szobrok alkotóinak közös tárlata, Tamási Galéria, Tamási
- 1987 – X. Országos Kisplasztikai Biennále, Pécs
- 1988 – VIII. Dante Biennále, Ravenna
- 1997 – Szobrok, Pataky Galéria, Budapest[8][10]

## Köztéri művei
- 1943 – Hősi emlékmű (erdőbényei kő, Tokaj)
- 1952 – Felszabadulási emlékmű (bronz, Eger)
- 1952 – Ady Endre (bronz, Budapest, Ady Endre Iskola, Budapest, 1990-től Petőfi Irodalmi Múzeum, Budapest)
- 1954 – Leány tavaszi ággal (alumínium, Lovászi)
- 1957 – Szuronyvívás (bronz, Népstadion)
- 1958 – Pelikán (alumínium, Budapest, IX. kerület, Üllői úti lakótelep)
- 1958 – Egressy Gábor (bronz, Miskolc)
- 1958 – Csokonai (kő, Debrecen)
- 1960 – Vasvári Pál (samott portré, Szeged)
- 1962 – Tiszaszederkényi Vénusz (bronz, Tiszaújváros)
- 1963 – Ifjúság (vörösréz domborítás, díszkút, Budapest)
- 1963 – Díszkút (vörösréz domborítás, Veszprém)
- 1964 – Vízbenyúló fiú (bronz medenceszobor, Debrecen, Kossuth Lajos Tudományegyetem)
- 1967 – Csokonai Vitéz Mihály (süttői mészkő, Debrecen, Csokonai Színház)
- 1967 – Muszorgszkij (bolgár mészkő, Budapest, Operaház)
- 1967 – Bizet (bolgár mészkő, Budapest, Operaház)
- 1969 – Teknős és leány (vörösréz domborítás, Heves)
- 1969 – Sebzett szarvas (vörösréz domborítás, Tata)
- 1970 – Sebzett szarvas (vörösréz domborítás, Sopron, Erdészeti Egyetem)
- 1970 – Rendőr mártírok emlékműve (vörösréz, Szeged, Csongrád megyei Rendőrkapitányság, 1990-ben eltávolítva)
- 1971 – Sas (vörösréz domborítás, Tamási)
- 1971 – Dámvad (vörösréz domborítás, Tamási)
- 1972 – Dámvad (vörösréz domborítás, Kecskemét, Állatkert)
- 1973 – Díszkút (rozsdamentes acél plasztika, Hajdúszoboszló)
- 1975 – Géniusz (vörösréz domborítás, Gyula)
- 1977 – Két világító test (vörösréz domborítás, Hajdúszoboszló)
- 1977 – Kettős kapcsolódás (alumínium plasztika, Székesfehérvár)
- 1979 – Madarak a levegőben (vörösréz domborítás, Tamási)
- 1983 – Népek barátsága (vörösréz domborítás, Horvátzsidány)
- 1985 – Repülés és Lebegő formák (alumínium szobor plasztikák, Gundelfingen)
- 1987 – Petőfi Sándor (süttői mészkő portré, Tata)
- 1988 – Pávás díszkút (vörösréz domborítás, Mezőkövesd)
- 1988 – Turul (vörösréz domborítás, Mezőberény)
- 1989 – Summás emlékmű (süttői mészkő, Mezőkövesd)
- 1989 – Madárfészek (pirogránit, Ráckevei Képtár)
- 1989 – A három kedves (süttői mészkő, Mezőberény)
- 1989 – Második világháborús emlékmű (vörösréz domborítás, Gánt)
- 1990 – Hősi emlékmű (bronz, kő, Csákvár)
- 1996 – Második világháborús emlékmű (vörösréz domborítás, Szalkszentmárton)
- 1996 – A két lator (bronz dombormű, Gyulafirátót)
- 1997 – Ambrus Miklós (bronz, Budapest-Népliget, FTC Sportcentrum)[8][11]